# Кома (фильм, 1978)
«Кома» (англ. Coma) — триллер 1978 года, снятый компанией Metro-Goldwyn-Mayer по роману Робина Кука.

## Сюжет
Сьюзан Уиллер — молодой врач Мемориальной больницы Бостона. Она подозревает, что в больнице происходит нечто криминальное. После того, как её подруга во время простой операции впадает в необъяснимую кому, Сьюзан самостоятельно начинает расследование. Но, похоже, что кроме неё, это никого не интересует. Ей отказываются помочь главный врач, анестезиолог и даже Марк, её друг и коллега. Более того, ей кажется, что за ней следят. Распутывая клубок событий, Сьюзан вскоре делает страшное открытие.

## В ролях
- Женевьев Бюжо — Сьюзан Уиллер
- Майкл Дуглас — Марк Беллоуз
- Элизабет Эшли — сестра Эмерсон
- Рип Торн — доктор Джордж
- Ричард Уидмарк — доктор Джордж Харрис
- Лоис Чайлз — Нэнси Гринли
- Том Селлек — Шон Мерфи
- Джоанна Кернс — Дайана
- Эд Харрис — сотрудник морга
- Бенни Рубин — мистер Шварц